# Eosentomon pallidum
Eosentomon pallidum är en urinsektsart som beskrevs av Ewing 1921. Eosentomon pallidum ingår i släktet Eosentomon och familjen trakétrevfotingar. Inga underarter finns listade i Catalogue of Life.